# تپه چیا مراخان
تپه چیا مراخان مربوط به عصر مس و سنگ است و در شهرستان گیلانغرب، بخش گواور، دهستان گواور، ۲/۵ کیلومتری جنوب روستای کوزار واقع شده و این اثر در تاریخ ۲۷ اسفند ۱۳۸۶ با شمارهٔ ثبت ۲۲۳۶۴ به‌عنوان یکی از آثار ملی ایران به ثبت رسیده است.